# Mathew Belcher
Mathew "Mat" Belcher, född 20 september 1982 i Gold Coast, är en australiensisk seglare. I världsmästerskapet i 470 har han vunnit guld tillsammans med Malcolm Page år 2010, 2011 och 2012. Belcher och Malcolm Page deltog även i världsmästerskapet år 2009 och slutade då på femte plats. I olympiska sommarspelen 2012 i London vann de guld i 470-klassen.
Tillsammans med William Ryan vann Belcher en silvermedalj i 470 vid olympiska sommarspelen 2016 i Rio de Janeiro. De har också vunnit VM-guld 2013, 2014 och 2015 samt en bronsmedalj 2016.